# اتزیو بروی
اتزیو بروی (انگلیسی: Ezio Brevi؛ زادهٔ ۲۰ ژانویهٔ ۱۹۷۰) بازیکن فوتبال اهل ایتالیا است.
از باشگاه‌هایی که در آن بازی کرده‌است می‌توان به باشگاه فوتبال رجینا، باشگاه فوتبال ونتزیا، باشگاه فوتبال کاتانیا، باشگاه فوتبال روبور سیه‌نا، باشگاه فوتبال تریستیانا، باشگاه فوتبال جنوآ، باشگاه فوتبال کومو، و باشگاه فوتبال ترنانا اشاره کرد.